# Faust (1960)
Faust ist eine 1960 entstandene Verfilmung der Inszenierung von Goethes Faust I von Gustaf Gründgens am Hamburger Schauspielhaus.

## Entstehungsgeschichte
Gustaf Gründgens hatte den Mephisto schon mehr als 600-mal gespielt, bevor er als Intendant des Hamburger Schauspielhauses 1957 erneut den Faust in Szene setzte und in seiner Lieblingsrolle auf der Bühne stand. Diese Inszenierung erwies sich als voller Erfolg und wurde mit Gastspielen in Russland und Amerika international berühmt.
Ilse Kubaschewski, Inhaberin der Gloria-Film GmbH & Co. Filmverleih KG  bemühte sich hartnäckig und erfolgreich, Gründgens’ Widerstand gegen eine Verfilmung zu überwinden. Gründgens willigte aber nur unter der Bedingung ein, dass die Verfilmung nach seinen besonderen Vorstellungen erfolgt: „Aufgabe dieser Verfilmung muß es sein, die genaue Mitte zu finden zwischen gefilmtem Theater und reinem Film. Das Resultat einer 30jährigen Bemühung um Goethes 'Faust' darf weder abphotographiert noch durch filmische Interessanz aufgeweicht werden.“ Gründgens verfolgte mit seiner Inszenierung eine Abkehr von jeder Art Mystizismus und Verschwommenheit, dieses Ziel dürfe nicht auf Kosten schöner Bilder verfälscht werden.
Der Film wurde von Ilse Kubaschewskis Produktionsfirma KG DIVINA-FILM GmbH & Co. hergestellt. Die Regie wurde schließlich Peter Gorski, Gründgens’ Adoptivsohn und zugleich Lebensgefährten, übertragen.

## Darstellung
Der Film ist ein Kompromiss zwischen abgefilmtem Bühnenstück und eigenständiger Filmkunst, wobei er filmische Mittel wie Kameraschwenk und Nahaufnahme einsetzt und folglich über den Blickwinkel des Theaterbesuchers hinausgeht. Er lässt aber immer wieder die Theaterbühne im Bild, um den Zuschauer an den Ursprung des Filmbildes zu erinnern. Die Inszenierung ist überaus werkgetreu, der Text gerafft, aber sonst nicht wesentlich verändert. Aktualisierungen des klassischen Dramas finden sich höchstens im Bühnenbild: So wird in die Walpurgisnacht eine Atombombenexplosion eingeblendet. Die Schauspieler sprechen nicht wie in einem Film, sondern wie auf der Bühne, so als müsse ihre Stimme den ganzen Theatersaal durchdringen.
Gustaf Gründgens spielte die Figur Mephisto schon über 600-mal und hatte ein besonderes Gespür für diese Rolle entwickelt. Gründgens zeigt Mephisto als bleichen Mann mit roten Lippen und scharf gezeichneten Augenbrauen. Statt Haaren trägt die Figur eine ins Auge fallende, schwarze Haube.
Wie in Goethes Original tritt sie sehr ironisch auf und kritisiert viel.

## Kritiken
„Die berühmte 'Faust I'-Inszenierung im Deutschen Schauspielhaus Hamburg unter der Oberleitung von Gustaf Gründgens. Die Aufzeichnung will keine eigenständige Verfilmung sein, sondern fesselt überwiegend als Bühnenwiedergabe.“